# Grand Prix-seizoen 1898
Het Grand Prix-seizoen 1898 werd volledig op publieke wegen verreden, op Périgueux-Mussidan-Périgueux na, dat op het circuit van Périgueux werd verreden. In dit seizoen werd de allereerste race die over de landsgrenzen ging, verreden, namelijk Parijs-Amsterdam-Parijs. Het seizoen begon op 6 maart en eindigde op 20 oktober na 14 races.

## Kalender
| Datum              | Land                         | Racenaam                           | Winnaar           | Constructeur            | Verslag |
| ------------------ | ---------------------------- | ---------------------------------- | ----------------- | ----------------------- | ------- |
| 6-7 maart          | Frankrijk                    | Marseille-Nice                     | Fernand Charron   | Panhard                 | verslag |
| 1 mei              | Frankrijk                    | Périgueux-Mussidan-Périgueux       | G. Leys           | Panhard                 | verslag |
| 11-12 mei          | Frankrijk                    | Parijs-Bordeaux                    | René de Knyff     | Panhard                 | verslag |
| 24 mei             | Duitsland                    | Berlijn-Potsdam-Berlijn            | ?                 | Daimler                 | verslag |
| 29 mei             | Frankrijk                    | Bordeaux-Agen                      | Petit             | Peugeot                 | verslag |
| 25-26 juni         | België                       | Brussel-Spa                        | Pierre de Crawhez | Panhard                 | verslag |
| 7-13 juli          | Frankrijk, België, Nederland | Parijs-Amsterdam-Parijs            | Fernand Charron   | Panhard                 | verslag |
| 17 juli            | Italië                       | Turijn-Asti-Alessandria-Turijn     | Guido Ehrenfreund | Miari & Giusti-Bernardi | verslag |
| 31 juli-1 augustus | Frankrijk                    | Rijsel-Calais-Rijsel               | Kraeutler         | Peugeot                 | verslag |
| 20-21 augustus     | Frankrijk                    | Bordeaux-Biarritz                  | René Loysel       | Bollée                  | verslag |
| 21 augustus        | Frankrijk                    | Lyon-Lagnieu                       | Eldin             | Peugeot                 | verslag |
| 27-29 augustus     | Italië                       | Zuid-Tirol                         | Wilhelm Bauer     | Daimler                 | verslag |
| 11 oktober         | Rusland                      | Kubok Obschestva Velosipednoy Ezdy | Pavel Belyaev     | Clément                 | verslag |
| 20 oktober         | Frankrijk                    | Saint-Germain-Vernon-Saint-Germain | "Levegh"          | Mors                    | verslag |

1894 · 1895 · 1896 · 1897 · 1898 · 1899 · 1900 · 1901 · 1902 · 1903 · 1904 · 1905 · 1906 · 1907 · 1908 · 1909 · 1910 · 1911 · 1912 · 1913 · 1914 · 1915 · 1916 · Eerste Wereldoorlog · 1919 · 1920 · 1921 · 1922 · 1923 · 1924 · 1925 · 1926 · 1927 · 1928 · 1929 · 1930 · 1931 · 1932 · 1933 · 1934 · 1935 · 1936 · 1937 · 1938 · 1939 · 1940-1945 (Tweede Wereldoorlog) · 1946 · 1947 · 1948 · 1949 
 Lijst van Grand Prix-wedstrijden voor 1950